# اسکی دمیرکاپی (گوله)
اسکی دمیرکاپی (به ترکی استانبولی: Eskidemirkapı) یک منطقهٔ مسکونی در ترکیه است که در گوله (شهر) واقع شده‌است.